# Pneumatopteris truncata
Pneumatopteris truncata là một loài thực vật có mạch trong họ Thelypteridaceae. Loài này được (Poir.) Holttum miêu tả khoa học đầu tiên năm 1973.